# Brevibucca saprophaga
Brevibucca saprophaga is een rondwormensoort. De wetenschappelijke naam van de soort is voor het eerst geldig gepubliceerd in 1935 door Goodey.